# Arabella Churchillová
Arabella Churchillová (23. března 1648 – 30. května 1730, Londýn) byla milenka Jakuba, vévody z Yorku (pozdějšího anglického, skotského a irského krále Jakuba II. Stuarta). Arabella Churchillová byla dcerou sira Winstona Churchilla (1620–1688) a Alžběty Drakeové a starší sestrou Johna Churchilla, vévody z Marlborough. Se svým milencem Jakubem, vévodou z Yorku navázala vztah v roce 1665 a měla s ním celkem čtyři nemanželské děti (dvě dcery a dva syny). Do historie se zapsal především syn James Fitzjames, vévoda z Berwicku. Teprve v roce 1674 se Arabella Churchillová provdala za plukovníka Charlese Godfreye (1659–1714) a měla s ním další 3 děti, tentokrát manželské. Dožila se, na tehdejší dobu, požehnaných 82 let. Na otázku svých přítelkyň jak to dokázala, prý údajně odpovídala: „Dámy, střídejte hodně pány! To je medicína proti všem ženským nemocem.“